# Andrzej Olejniczak
Andrzej Olejniczak (ur. 17 lutego 1954 w Zduńskiej Woli) – jeden z uznanych polskich saksofonistów na arenie międzynarodowej, kompozytor, aranżer, wykładowca. Członek najlepszej w latach 80. elektro-jazzowej grupy String Connection. Cały czas jest aktywny muzycznie. Od 1987 roku uczy studentów muzyki klasycznej na saksofonie w Conservatorio Profesional de Música w Leioa i od 2002 prowadzi klasę jazz combo w Centro Superior de Musica del Pais Vasco – Musikene - w San Sebastian.

## Życiorys
Edukacja muzyczna artysty odbywała się najpierw w rodzinnej Zduńskiej Woli, gdzie uczył się gry na fortepianie w Społecznym Ognisku Muzycznym. Kiedy był w siódmej klasie, rodzice przenieśli go do Łodzi. To miasto dało mu wykształcenie w pełnym tego słowa znaczeniu. Klasę ósmą zaliczył ucząc się na fortepianie w Państwowej Podstawowej Szkole Muzycznej. W Liceum Muzycznym im. H. Wieniawskiego edukował się w klasie klarnetu i poza szkołą rozwijał, grając jako 15-letni chłopak na saksofonie tenorowym w zespole big-bitowym Łodzianie 69. Po maturze rozpoczął studia w Państwowej Wyższej Szkole Muzycznej (potem Akademia Muzyczna w Łodzi im. G. Bacewicz). Szkoły: średnią i wyższą w klasie klarnetu ukończył z wyróżnieniem. Z muzyką nie rozstawał się nigdy, była jego wyborem życiowej i zawodowej drogi.
W roku 1975, na przedostatnim roku studiów, zaprezentował się na Ogólnopolskim Konkursie Improwizacji Jazzowej w Katowicach. Zdobył II nagrodę, pierwszej nie przyznano. Poznał wtedy muzyków studiujących na Wydziale Jazzu i Muzyki Rozrywkowej w Katowicach, m.in. członków Extra Ball: Jarosława Śmietanę, Władysława Sendeckiego, Jana Cichego. 
W 1976 wystąpił na Festiwalu Jazz Nad Odrą we Wrocławiu i otrzymał I nagrodę w kategorii solista instrumentalista, a prowadzony przez niego kwintet zajął III miejsce. Wtedy Extra Ball zwrócił się z propozycją współpracy. W tej formacji grał w latach 1976-1978. Był też członkiem Big Bandu Katowice, z którym w 1978 zdobył Złoty Medal na Międzynarodowym Festiwalu Jazzowym w Pradze.
W roku 1979 grał z zespołem No Smoking Wojciecha Gogolewskiego.
Kiedy Extra Ball rozpadł się, z Władysławem Sendeckim założył zespół Sun Ship.
W późniejszym czasie współpracował praktycznie z wszystkimi orkiestrami, w tym: z Orkiestrą Polskiego Radia pod dyrekcją Andrzeja Trzaskowskiego, Henryka Debicha, Orkiestrą PRiTV Zbigniewa Górnego.
W grudniu 1981 z Krzysztofem Ścierańskim dołączył do skrzypka Krzesimira Dębskiego, pianisty Janusza Skowrona i perkusisty Zbigniewa Lewandowskiego, tworząc kwintet String Connection. Pierwszy koncert odbył się 11 grudnia we wrocławskim Jazz Clubie Rura, drugi nazajutrz na Festiwalu Pianistów Jazzowych w Kaliszu. Stan wojenny wprowadzony 13.12.1981 uniemożliwił koncertowanie tego zespołu, ale od maja 1982 znów był aktywny. Pojechał na festiwal Ost-West do Norymbergi, w drodze powrotnej zagrał w Quasimodo, najsłynniejszym klubie Berlina Zachodniego, wystąpił na festiwalu Jazz nad Odrą.
Nagrody i wyróżnienia:
– 1982-1984, I miejsce w ankiecie pisma „Jazz Forum”, Jazz TOP, w kategorii Grupa Jazzowa.
– 1983, I nagroda na Międzynarodowym Konkursie Jazz Hoeilaart, Bruksela.
– 1983, Nagroda Sekcji Publicystów PSJ.
– 1983-86, I miejsce w kategorii „Najlepszy zespół”, ankieta magazynu „Jazz Forum”.
Zespół dokonał wielu nagrań dla Polskiego Radia, wziął też udział w oprawie muzycznej do filmów:
„Potrzask” – reż. Józef Małocha
„Terrarium” – reż. Andrzej Titkow
„XYZ” – reż. Daniel Szczechura.
Formacja jest bohaterem hasła w telewizyjnym programie pod red. Ryszarda Wolańskiego pt. „Leksykon Polskiej Muzyki Rozrywkowej”, odc. 131.
W Polsce współpracował z wieloma wykonawcami sceny jazzowej lat 70. i 80. Nie zagrał koncertu tylko z Tomaszem Stańko. Grał na stałe z zespołami: Swing Session Henryka Majewskiego, In-Formation Sławomira Kulpowicza, Kwartetem Pawła Perlińskiego, grupą Novi Singers, z zespołem Andrzeja Dąbrowskiego, składami Zbigniewa Lewandowskiego. Koncertował w formacji Saxophone All Stars z Ptaszynem Wróblewskim, Tomaszem Szukalskim i Henrykiem Miśkiewiczem. Nagrywał z ogromną liczbą wykonawców m.in. dla Józefa Skrzeka, Maanamu.
Po wyjeździe w roku 1984 do Hiszpanii brał udział w licznych projektach międzynarodowych występując na wielu festiwalach w Europie, a poza nią w Montrealu, Limie, Marciac, Quito.
W 1987 roku występował u boku Gerry'ego Mulligana na festiwalu jazzowym w San Remo.
W 1989 grał na Festival de Jazz de Lorca-Murcia z Kenny Drew Trío (pianista Johna Coltrane’a).
Przez cztery lata współpracował ze światowej sławy pianistą jazzowym Tete Montoliu.
Na liście solistów, z jakimi koncertował, byli m.in. Kenny Drew, Randy Brecker Group, Hiram Bullock, Joe Newman, Horace Parlan, Lou Blackburn, Oliver Jackson, NHO Pedersen.
Grał na stadionach z wielotysięczną publicznością z popularnymi, hiszpańskimi zespołami muzyki pop i rock: La Orquesta Mondragón, Mecano, Miguel Ríos, Manzanita, Itoiz, Oskorri, Revolver i innymi.
Obok jazzu wykonuje muzykę klasyczną, współpracując z Orkiestrą Symfoniczną z Bilbao (1995, 2006), grając m.in. koncert na saksofon tenorowy i orkiestrę symfoniczną z muzyką Aleca Wildera, muzykę Irvinga Berlina, George’a Gershwina czy Krzysztofa Komedy na kwartet jazzowy w aranżacji Krzesimira Dębskiego. Płytę „Different Choice” (2010) nagrał z kwartetem smyczkowym Apertus String Quartet. 
W 2013 roku wystąpił z Polską Orkiestrą Radiową pod batutą Krzesimira Dębskiego w Studiu Koncertowym im. Witolda Lutosławskiego.
Jest laureatem nagrody hiszpańskiego banku BBK w kategorii Najlepszy Instrumentalista Jazzowy 2011.
W roku 2017 został uhonorowany tytułem „Ambasador Kultury Miasta Zduńska Wola”.
Jako współtwórca lub sideman ma na koncie ponad 70 płyt.
Jego pierwszy autorski album „Catch”, nagrany w 1994 w Hiszpanii, zdobył tytuł Płyty Roku,  a „Live at Altxerri” z roku 2004 wysoko został oceniony w magazynie „Jazz Forum”.
Wybrana dyskografia:
- Andrzej Olejniczak Kwintet: Jazz Nad Odrą’76
- Extra Ball: Birthday (1976)
- Extra Ball: Aquarium Live No.3 (1977)
- Kazimierz Jonkisz Kwintet: Tiritaka (1979)
- Andrzej Dąbrowski - Paweł Perliński Kwintet (1980)
- Big Band Katowice: Music For My Friends (1981)
- Józef Skrzek: Ambitus Extended (1981)
- String Connection: Workoholic (1982)
- Di Rock Cimbalisten Act One (1982)
- Zbigniew Wegehaupt Bass Line (1982)
- String Connection: In Concert (1983)
- String Connection: New Romantic Expectation     (1983)
- Zbigniew Lewandowski (1983)
- String Connection: Live (1984)
- Itoiz: Espaloian (1985)
- Juan Carlos Perez: Flannerty Eta Astakiloak (1986)
- Oskorri: In Fraganti (1986)
- Itoiz: Eremuko Dunen Atzetil (1988)
- Mecano: Descanso Dominical (1988)
- Orquesta Mondragon: Una Sonrisa Por Favor (1989)
- Orquesta Mondragon: Musica para Camaleones (1990)
- Golden Apple Quartet (1991)
- Juan Carlos Perez: Atlantic River (1994)
- Andrzej Olejniczak – Iñaki Salvador Quartet: Catch (1994)
- Angel Celada: Angelitos Negros (1995)
- Ruper Ordorika: 2 Xamurragoa Zen Orduan (1995)
- Juan Carlos Perez: Hau Berua (1996)
- Orquesta Mondragon: Memorias De Una Vaca (1996)
- Victor Celada: Punch (1997)
- Angel Rubio Trio & Banda Del Foro: Jazz Hondo (1998)
- Julio Blasco, Paco Garcia: Clinica Tubu’ (1998)
- Andrzej Olejniczak Quartet: Cycle Man (1999)
- Mario Delgado: Filactera (2002)
- Blue Note Poznań Jazz Club: Birthday Live (2003)
- Halina Zimmermann: Round Midnight (2003)
- Andrzej Olejniczak Quartet: Live At Altxerri (2004)
- Juan Carlos Perez: Hiriko Istorioak (2006)
- Andrzej Olejniczak: Different Choice (2010)
- String Connection: 2012 (2012)
- Andrzej Olejniczak / Vladyslav Sendecki Quartet: Birthday Live (2014)